# Washington Mystics 2003
La stagione 2003 delle Washington Mystics fu la 6ª nella WNBA per la franchigia.
Le Washington Mystics arrivarono settime nella Eastern Conference con un record di 9-25, non qualificandosi per i play-off.

## Roster
| N° | Naz.                          | Ruolo | Sportivo           | Anno | Alt. | Peso |
| -- | ----------------------------- | ----- | ------------------ | ---- | ---- | ---- |
| 4  | Stati Uniti (bandiera)        | A     | Tonya Washington   | 1977 | 183  | 75   |
| 9  | Stati Uniti (bandiera)        | G     | Coco Miller        | 1978 | 178  | 62   |
| 10 | Stati Uniti (bandiera)        | A     | Murriel Page       | 1975 | 188  | 72   |
| 12 | Slovacchia (bandiera)         | G     | Zuzana Žirková     | 1980 | 175  | 66   |
| 14 | Stati Uniti (bandiera)        | G     | Kiesha Brown       | 1979 | 175  | 66   |
| 15 | Stati Uniti (bandiera)        | A     | Asjha Jones        | 1980 | 188  | 90   |
| 21 | Canada (bandiera)             | G     | Stacey Dales       | 1979 | 183  | 70   |
| 23 | Stati Uniti (bandiera)        | G     | Chamique Holdsclaw | 1977 | 188  | 76   |
| 25 | Brasile (bandiera)            | G     | Helen Luz          | 1972 | 168  | 61   |
| 34 | Stati Uniti (bandiera)        | G     | Sonja Henning      | 1969 | 170  | 65   |
| 31 | Stati Uniti (bandiera)        | A     | Aiysha Smith       | 1980 | 188  | 78   |
| 35 | Papua Nuova Guinea (bandiera) | G     | Annie Burgess      | 1969 | 170  | 64   |
| 43 | Stati Uniti (bandiera)        | AC    | Nakia Sanford      | 1976 | 193  | 91   |
| 45 | Stati Uniti (bandiera)        | A     | Jocelyn Penn       | 1979 | 183  | 73   |

## Staff tecnico
- Allenatore: Marianne Stanley
- Vice-allenatori: Linda Hill-MacDonald, Ledell Eackles